# Lakeport, Texas
Lakeport är en ort i Gregg County i Texas. Vid 2010 års folkräkning hade Lakeport 974 invånare.